# Af Schenbom
af Schenbom var en svensk adlig släkt.

## Historia
Adolf Schenbom (född 1757) och Baltsar Schenbom (född 1744) var söner till en borgare och fabriksidkare i Norrköping. De var överste i armen och generalintendent vid Krigskommissaritet i Finland respektive generalhandelsagent (generalkonsult) i Sankt Petersburg när de adlas den 28 maj 1801. I nämnd ordning, de vill säga den yngre Adolf Schenbom först eftersom han hade högre rang. Adlandet av de båda skedde samband med firandet av födelsen av prinsessan Sofia.

## Vapen beskrivning
Skölden är fastställd som fördelad /ginstyckad) i två fält. I det övre gröna fältet vilar en en mussla av silver och det röda fältet en gyllene krona genom vilken två kors ställda fanor vajar. Hjälmkransen (hjälmbindel) ska vara vriden av grönt, rött och gult. På hjälmprydnaden uppväxter ett gyllene granatäpple på sin stjälk mellan de två fanor. Lövverket (hjälmtäcket) är fastställd som utvändigt av guld och innantill grönt och rött. Pärlandet som hänger ett extra dekor som hjälmtäcket nedre delar. Det är en  egenhet som liknar som hjälmtäcket teatrala utformning, återgår på hur vapnet är gestaltat i sköldebrevet illustration.